# Donnelly (Idaho)
Donnelly és una població dels Estats Units a l'estat d'Idaho. Segons el cens del 2000 tenia 138 habitants.

## Demografia
Segons el cens del 2000, Donnelly tenia 138 habitants, 55 habitatges, i 32 famílies. La densitat de població era de 197,3 habitants per km².
Dels 55 habitatges en un 30,9% hi vivien nens de menys de 18 anys, en un 41,8% hi vivien parelles casades, en un 9,1% dones solteres, i en un 41,8% no eren unitats familiars. En el 23,6% dels habitatges hi vivien persones soles el 9,1% de les quals corresponia a persones de 65 anys o més que vivien soles. El nombre mitjà de persones vivint en cada habitatge era de 2,51 i el nombre mitjà de persones que vivien en cada família era de 3,22.
Per edats la població es repartia de la següent manera: un 24,6% tenia menys de 18 anys, un 8% entre 18 i 24, un 32,6% entre 25 i 44, un 23,2% de 45 a 60 i un 11,6% 65 anys o més.
L'edat mediana era de 38 anys. Per cada 100 dones de 18 o més anys hi havia 92,6 homes.
La renda mediana per habitatge era de 29.583 $ i la renda mediana per família de 31.500 $. Els homes tenien una renda mediana de 22.083 $ mentre que les dones 15.625 $. La renda per capita de la població era d'11.142 $. Aproximadament el 33,3% de les famílies i el 31,4% de la població estaven per davall del llindar de pobresa.

## Poblacions més properes
El següent diagrama mostra les poblacions més properes.